# Congres van Europa in Den Haag

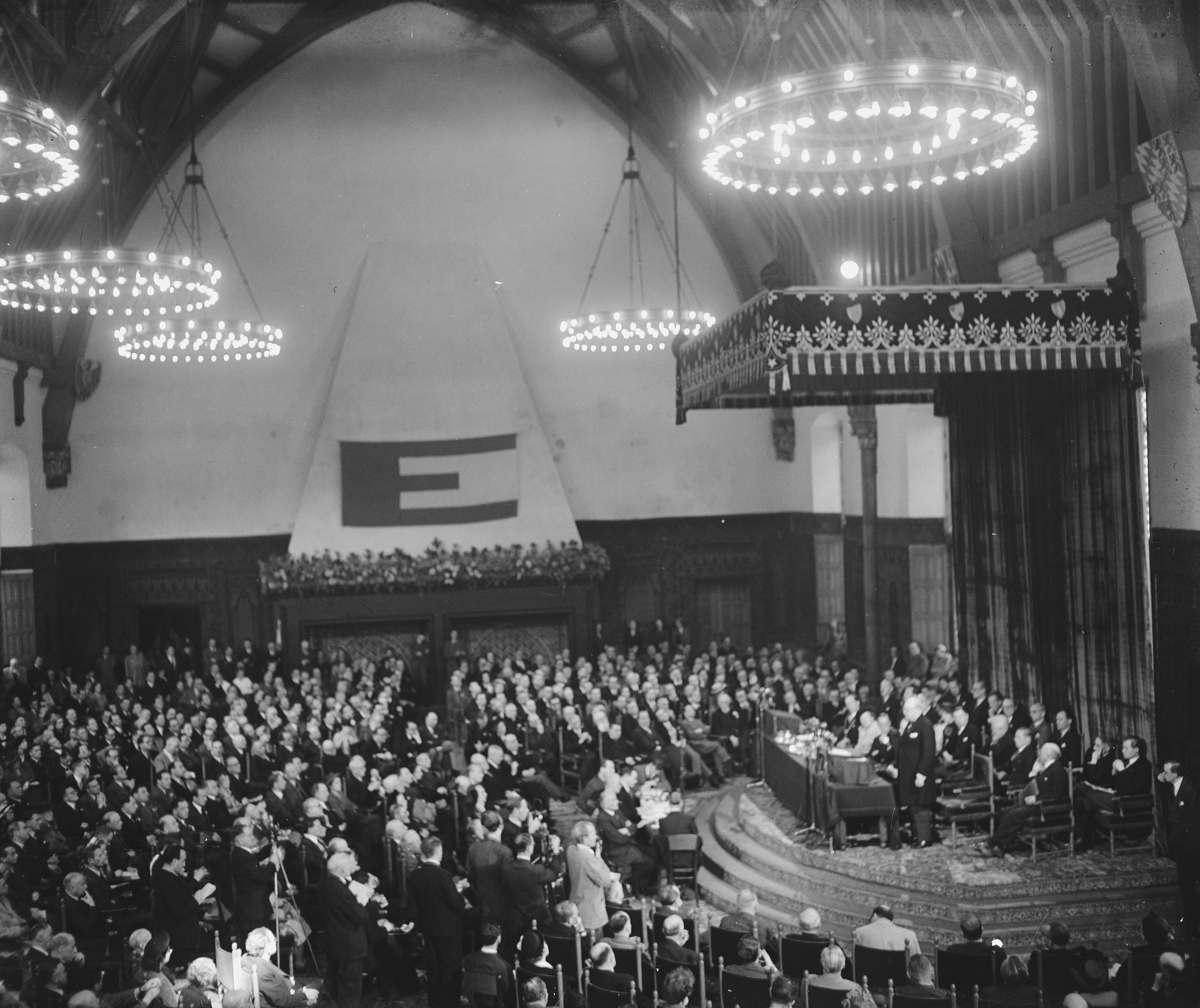
De Ridderzaal tijdens de conferentie (9 mei 1948)

Het Congres van Europa in Den Haag, door velen beschouwd als het eerste federale 'moment' in de Europese geschiedenis, werd gehouden als 'Congres van Europa in Den Haag' van 7 tot 11 mei 1948 met meer dan 750 afgevaardigden afkomstig uit 26 Europese landen alsmede waarnemers uit Canada en de Verenigde Staten.

## Europese politieke samenwerking
Het congres bracht vertegenwoordigers bijeen uit een breed politiek spectrum, en voorzag hen van de mogelijkheid om ideeën te bespreken over de ontwikkeling van de Europese politieke samenwerking. Belangrijke politieke figuren die deelnamen waren onder andere Konrad Adenauer, Winston Churchill, Harold Macmillan, Anthony Eden, David Maxwell Fyfe, Pierre-Henri Teitgen, François Mitterrand (beiden minister in Robert Schuman's regering), drie voormalige Franse premiers, Paul Reynaud, Édouard Daladier, Paul Ramadier, Paul van Zeeland, Paul-Henri Spaak,  Albert Coppé en Altiero Spinelli. Namens de Nederlandse politiek waren notabele figuren aanwezig als Hendrik Brugmans, later (1950 tot 1972) de eerste rector van het Europacollege. 

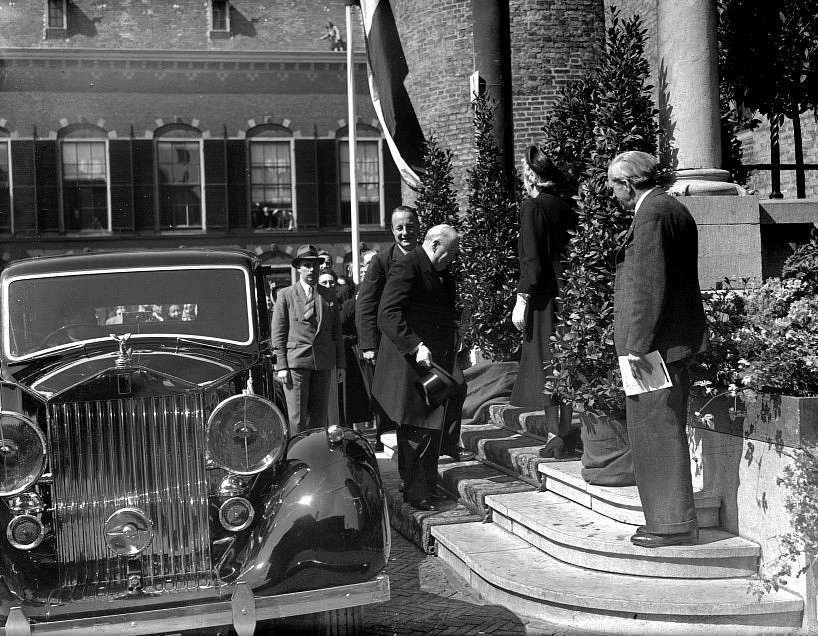
Aankomst van Winston Churchill bij de Ridderzaal (9 mei 1948)

Een breed scala van filosofen (waaronder de Brit Bertrand Russel en de Fransman Raymond Aron), kunstenaars (waaronder de Nederlander Willem Asselbergs, de Italiaanse Nobelprijswinnaar Salvatore Quasimodo en de Noorse auteur Arnulf Øverland), economen (waaronder de Fransman Jean Monnet en de Duitser Walter Hallstein), journalisten, kerkleiders, advocaten, hoogleraren, ondernemers en historici hadden ook een actieve rol in het congres. 
De Spaanse politicus Salvador de Madariaga stelde tijdens het congres de oprichting voor van een Europacollege. Dit zou een college worden waar academici uit veel verschillende landen konden studeren en samenleven. Sommigen van hen afkomstig uit landen die nog tot kort daarvoor in staat van oorlog met elkaar verkeerden.
Daarnaast sprak het Congres van Den Haag ook over de toekomstige structuur en rol van de Raad van Europa. Teitgen en Maxwell-Fyfe waren belangrijke krachten bij de Raad van Europa bij het creëren van het Europees Verdrag voor de Rechten van de Mens.

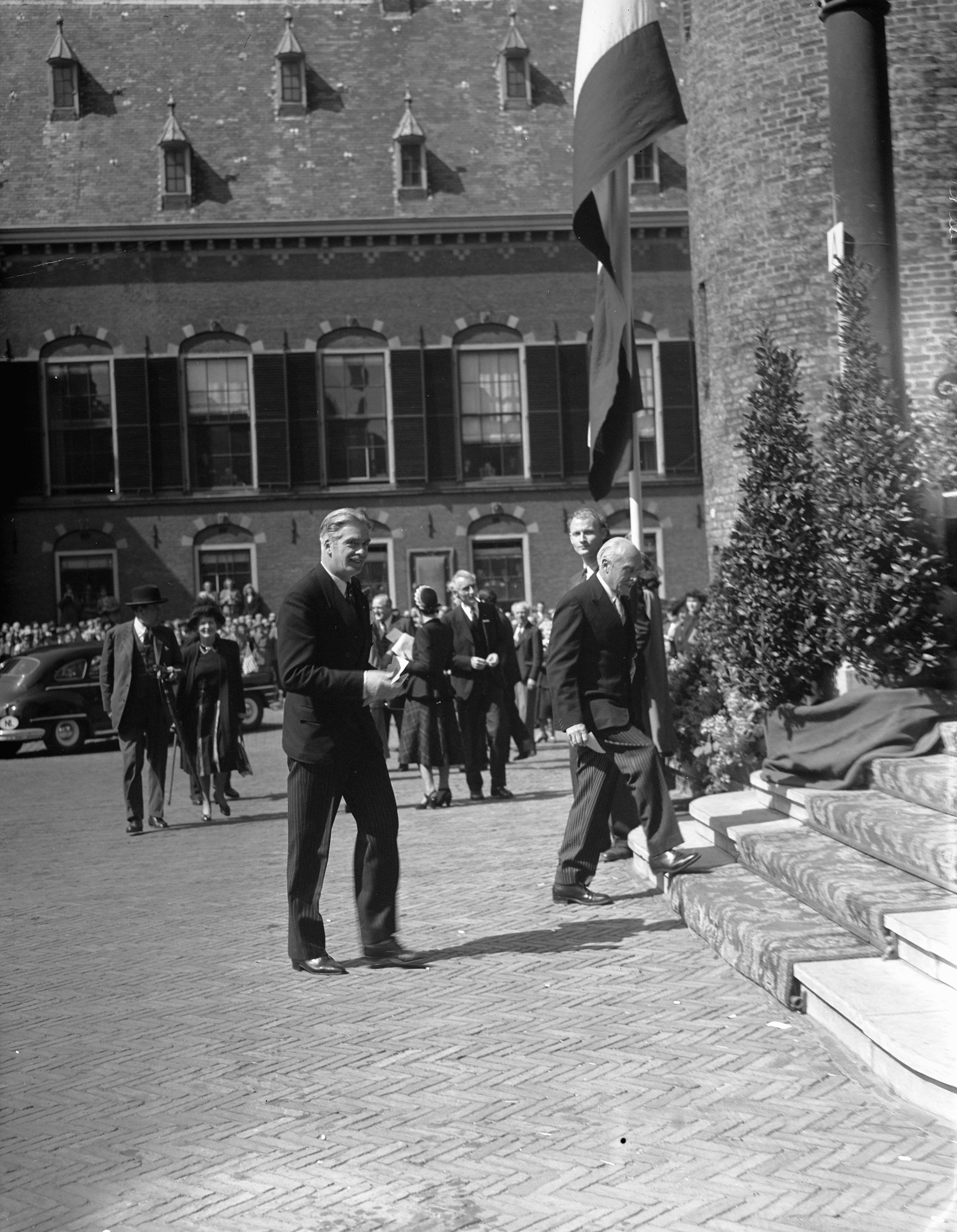
Aankomst van Anthony Eden bij de Ridderzaal (9 mei 1948)

## Gevolgen
Op het congres werd een oproep gedaan voor een politieke, economische en monetaire unie van Europa. Deze conferentie bleek later een mijlpaal die een grote invloed had op de vorming van de Europese Beweging, die kort daarna werd opgericht.
Het congres voorzag in een instrument om de publieke opinie ten voordele van de Europese eenheid te vergroten. Op 20 juli 1948, tijdens de bijeenkomst van de ministers van de West-Europese Unie in Den Haag, deed Schuman's minister van Buitenlandse Zaken Georges Bidault een voorstel voor de instelling van een Europese Vergadering (gerealiseerd in de latere Raad van Europa ) en een douane- en economische politieke unie (de latere Europese Gemeenschap voor Kolen en Staal alsmede de twee gemeenschappen van de Verdragen van Rome). De conclusies van het congres werden als zodanig het beleid van de Franse regering en vervolgens het onderwerp van Europees overheidsbeleid.